# Smithfield Market

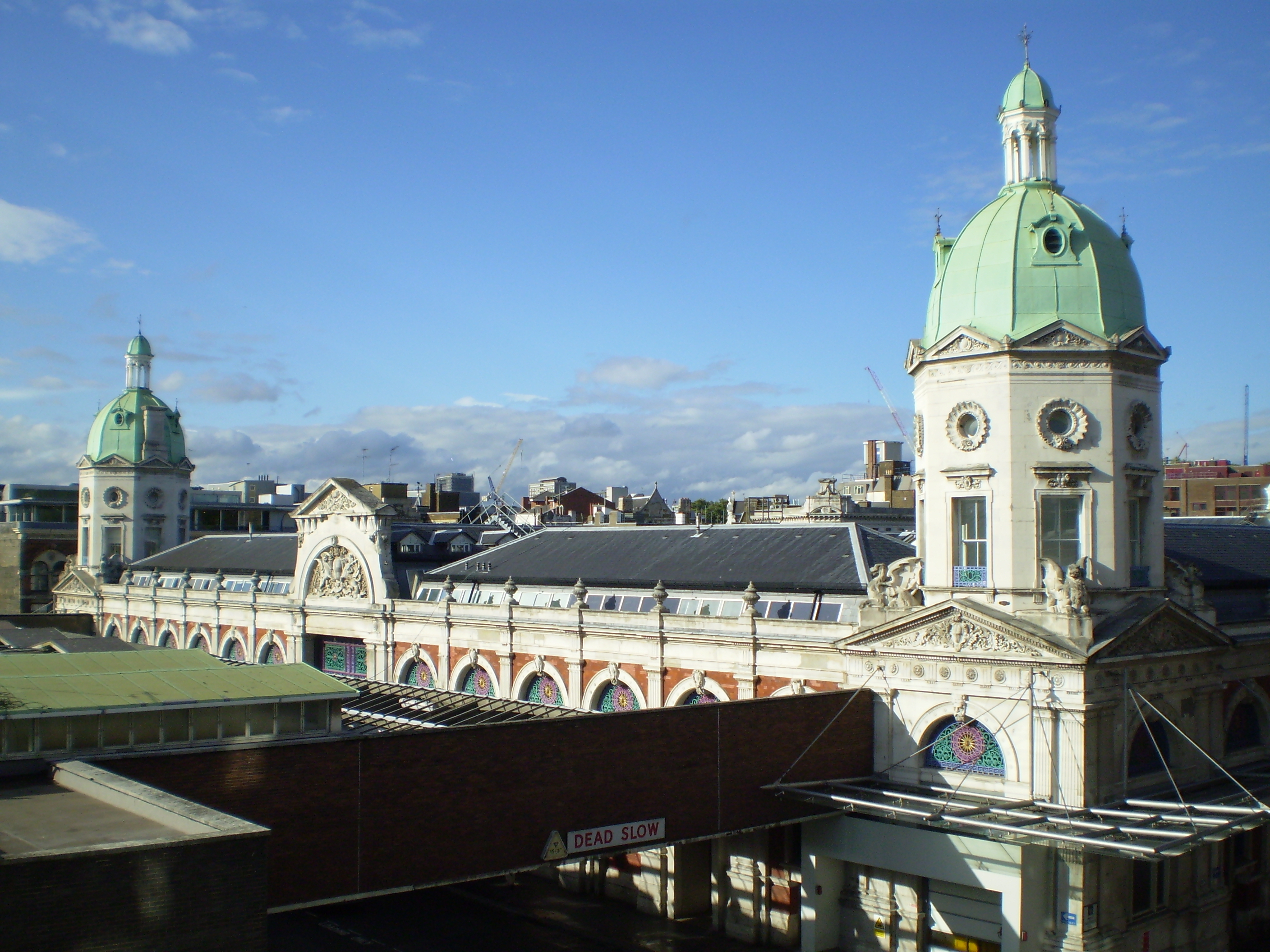
Smithfield Market: East and West Market Buildings

Der Smithfield Market (heutiger offizieller Name: London Central Markets) ist einer der ältesten Märkte Großbritanniens und der größte Fleischgroßmarkt des Landes. Er liegt im Norden der City of London in unmittelbarer Nähe der U-Bahn-Haltestelle Farringdon und besteht heute aus drei Großmarkthallen (East und West Market Building [Meat Market], Poultry Market [Geflügelmarkt]), die zeitweise über ein eigenes Tunnelsystem mit Bahnschienen (Snow-Hill-Tunnel) beliefert wurden. Die Markthallen des Meat Market stehen als Grade-II*-, die Zufahrt zum Untergeschoss (Ramp) und der Poultry Market als Grade-II-Bauwerke unter Denkmalschutz. Eigentümerin ist die Stadt London. Vor der Bebauung wurde das Gelände Smithfield Market seit dem 10. Jahrhundert auch als Versammlungs-, Turnier- und Hinrichtungsstätte genutzt. Ab 1150 wurden dort Pferde verkauft, was sich mit der Zeit zum größten Viehmarkt Englands entwickelte.

## Geschichte

### Vor dem Bau der Markthallen

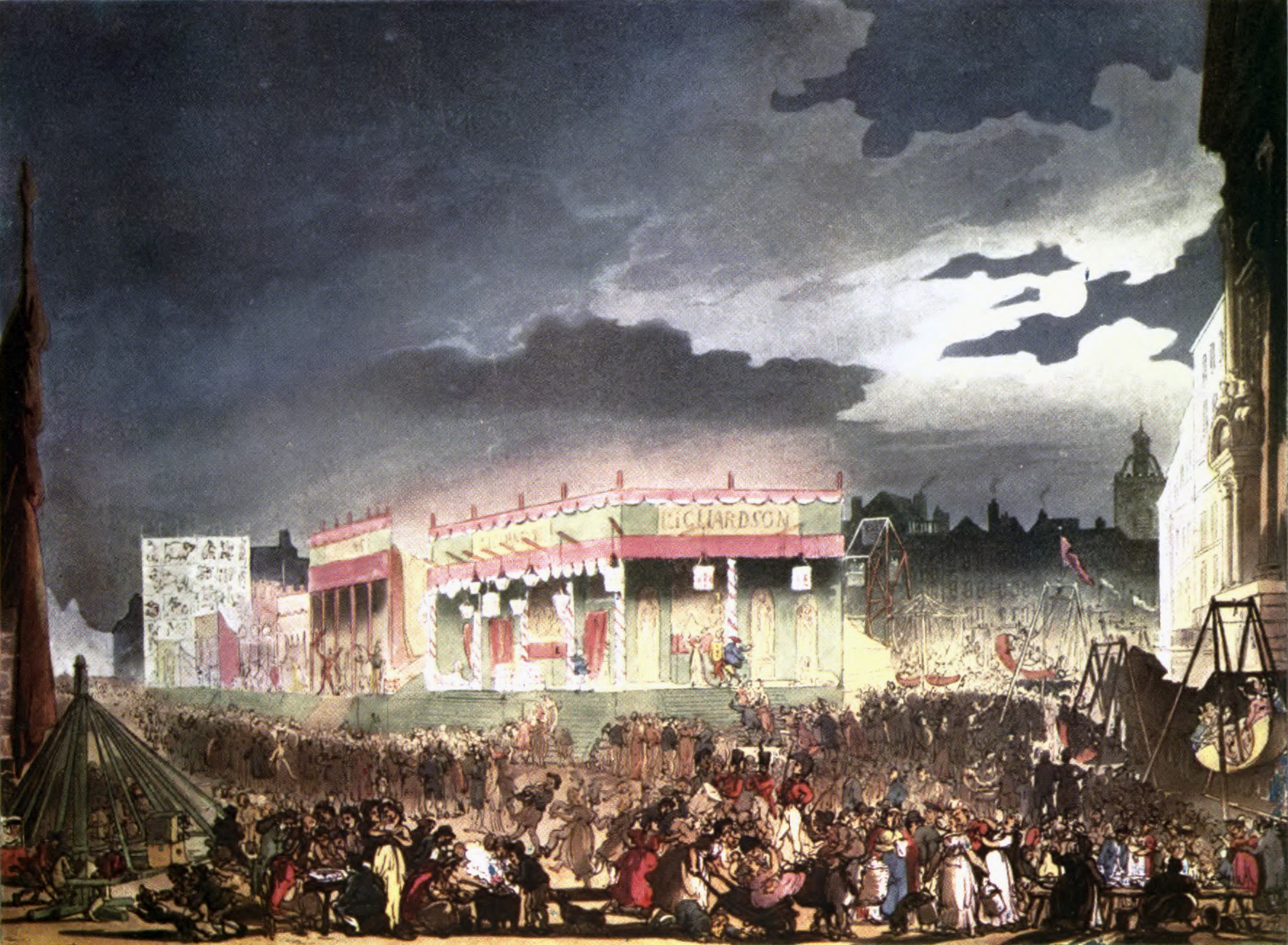
Bartholomew Fair, Illustration aus dem Microcosm of London von 1808

Ursprünglich wurde das Gelände wegen seiner weiten, offenen Fläche Smoothfield genannt, was für „smooth plain“ (dtsch: flache Ebene) stand und sich aus dem altsächsischen „Smeeth Felde“ (smeeth = smooth) irgendwann zu Smithfield entwickelte.
Der Markt, der heute unter dem Namen Smithfield Market bekannt ist, kann auf eine etwa 800-jährige Tradition zurückblicken. Damals war der Markt noch vor der Londoner Stadtmauer angesiedelt und wurde seit dem Jahr 1150 wegen der günstigen Lage an Wiesen und dem nahen River Fleet unter anderem als Viehmarkt genutzt. Der Ort war aber auch Schauplatz für Turniere, Duelle, Hinrichtungen und große Jahrmärkte, wie den „Bartholomew Fair“. Dieser international bekannte Jahrmarkt fand von 1133 bis 1855 jährlich statt und wurde jeweils am Bartholomäustag, dem 24. August, durch den Oberbürgermeister Londons eröffnet. Der Markt dauerte mehrere Tage, zeitweise zwei Wochen, lang an.
1374 hielt Edward III. dort ein einwöchiges Ritterturnier zum Amusement Alice Perrers’ ab. Während seiner Regierungszeit wurden der Stadt London die Marktrechte verliehen, so dass auch für den Viehmarkt und das nahegelegene Newgate Gebühren und Zölle eingenommen werden konnten. Auch sein Enkel und Thronnachfolger Richard II. veranstaltete 1390 ein großes Turnier am Smithfield Market, nachdem er dort zu Verhandlungen im Rahmen des Bauernaufstands von 1381 mit den Aufständischen zusammengekommen war, an deren Ende ihr Anführer Wat Tyler ermordet wurde. Smithfield Market war auch eine Hinrichtungsstätte und der Platz der Scheiterhaufen für Hexenverbrennungen und die Verbrennungen der Protestanten, die während der Regierung Queen Marys I. befohlen worden waren – die sogenannten Smithfield Burnings. Der schottische Freiheitskämpfer William Wallace wurde dort 1305 hingerichtet.
Der Viehhandel nahm stetig zu; während 1731 noch 8.304 Rinder verkauft worden waren, waren es 1844 bereits 216.848 Rinder, 1.804.850 Schafe (ca. 30.000 wöchentlich) und zusätzlich ungefähr 250.000 Schweine. Damit war der Smithfield Market der größte Viehmarkt der Welt. Um den Platz herum, der bereits 1684 gepflastert worden war, siedelten sich mit dem Markt verbundene Geschäfte, also Schlacht- und Lagerhäuser, Metzger, Marktbüros, Wirtshäuser und auch Banken, an. Nach und nach wuchs London und das Gelände lag nicht mehr abseits, sondern direkt im Bereich der City of London. Dadurch und durch den steigenden Fleischbedarf zeigten sich immer mehr Probleme. Auf den engen Marktgassen konnte es durch den Schmutz und flüchtende Tiere zu ernsten Verletzungen kommen. Mit dem Anstieg der Besucherzahlen stieg auch die Zahl der Diebe. Kritik wurde daneben wegen der hygienischen Bedingungen – Smithfield Market soll zum Beispiel für einen Ausbruch der Cholera verantwortlich gewesen sein –, der engen Pferche für die angewachsene Anzahl der Tiere und des Lärms durch Marktschreier und das Vieh laut. Diese Atmosphäre beschreibt Charles Dickens in Oliver Twist:

„Es war Markttag. Der Boden war mit Schmutz und Schlamm bedeckt, daß man fast bis zu den Knöcheln einsank, und darüber schwebte ein dicker Dampf, der ununterbrochen von rauchenden Viehleibern aufstieg und sich mit dem Nebel vermischte, der wie eine Decke über den Schornsteinkappen hing. An Pfähle gebunden standen zu zweien und dreien lange Reihen von Kühen und Ochsen neben den Rinnsteinen. Bauern, Metzger, Viehtreiber, junge Gauner, Diebe und Landstreicher wogten durcheinander in bunten Haufen. Das Keifen der Weiber, das Bellen der Hunde, das Brüllen und Stampfen der Ochsen, das Blöken der Schafe, das Grunzen der Schweine und das Geschrei der Händler hallte aus allen Ecken und Winkeln wieder. Unrasierte schmutzige Gestalten rannten hin und her, stürzten in das Gewühl hinein und wieder heraus: kurz es war ein sinnverwirrendes abstoßendes Schauspiel.“

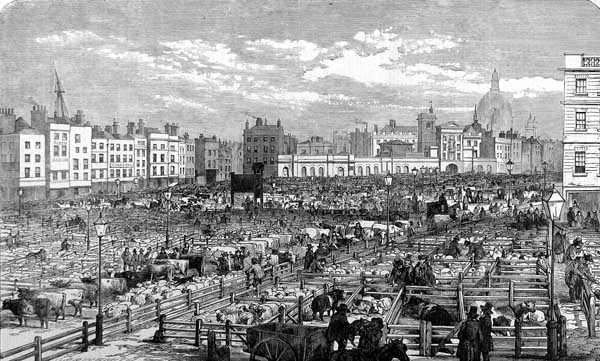
Smithfield Market 1855

Diese Kritik kam ab dem Jahr 1800 auf; bis zur Schließung des Viehmarktes in Smithfield vergingen jedoch weitere 55 Jahre. In dieser Zeit wurden dutzende Anträge und Petitionen für und gegen die Schließung des Marktes gestellt. Selbst die City of London als Eigentümerin wechselte ihre Ansichten im Laufe der Zeit. 1852 wurde der Handel mit lebenden Tieren und die damit verbundene Schlachtung am Smithfield Markt verboten, und der Viehmarkt zog an den Caledonian Market im Londoner Stadtteil Islington um, wo er bis in die Mitte des 20. Jahrhunderts Bestand hatte. Der Fleischverkauf verlegte sich auf den Newgate Market.
Wegen der Beschränkungen nach dem Ausbruch der Rinderpest, lebendes Vieh nach London zu bringen, wurden immer mehr Tiere auf dem Land geschlachtet und mit der Eisenbahn in die Stadt gebracht. Die Nachfrage wuchs und die beengten Verhältnisse am Newgate Market führten bald zu neuen Beschwerden. Allein in der letzten Weihnachtswoche des Jahres 1867 wurden 800 Tonnen Fleisch geliefert. 1860 erwirkte die City of London Corporation eine Verordnung, die den Bau von Markthallen auf dem Gelände des ehemaligen Marktes genehmigte („The Metropolitan Meat and Poultry Market Act of 1860“). Das Markets Improvement Committee war für die Organisation zuständig und erhielt 200.000 £ für die Errichtung neuer Gebäude sowie 235.000 £ für Grundstückserwerb. Horace Jones (1805–1887), ab 1864 Architekt der City of London und später unter anderem für die Entwürfe des Leadenhall und Billingsgate Market sowie der Tower Bridge verantwortlich, plante die neuen Markthallen; es war sein erstes Großprojekt in diesem Amt. Wegen der Kontroverse darüber, ob es nach den vorherigen Problemen überhaupt wieder einen Markt in West Smithfield geben solle, gab es mehrere Voraussetzungen, die mit dem Neubau erfüllt sein mussten. Die London Corporation machte den Anschluss an den Eisenbahnverkehr, eine großzügige Luftzirkulation und ein ausreichendes Wasserversorgungssystem für die Reinigung zur Pflicht.

### Markthallen

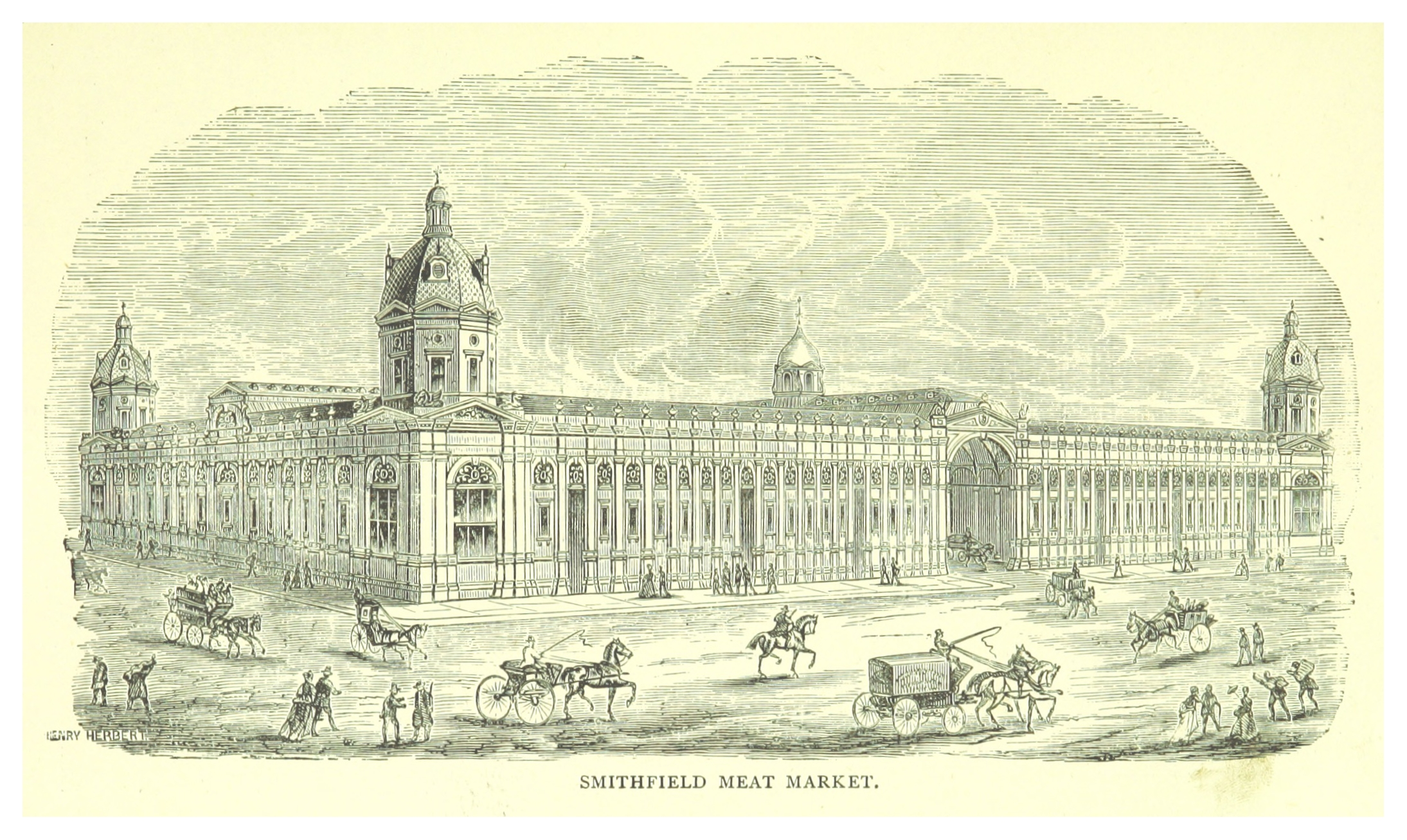
Die Markthallen 1873

Smithfield Market besteht heute aus dem West und East Building, Meat Market (Fleischmarkt) und dem Poultry Market (Geflügelmarkt). Zum Gesamtkomplex gehört daneben der General Market, der aus dem Gebäude General Market, dem Red House (ursprünglich Kühllager und Fischmarkt) und das Engine House, das als Maschinenraum das Red House mit Energie versorgte. Diese Gebäude werden nicht mehr als Marktgebäude genutzt, behielten aber ihre Namen bei; seit 2002 werden Pläne zur Modernisierung und Neunutzung ausgearbeitet. Seit 2015 baut das Museum of London das Hauptgebäude, den General Market als ihren neuen Standpunkt aus. Zunächst wurde 1867 mit dem Meat Market (A1 und A2 auf der Karte) begonnen. 1875 folgte der Poultry Market (B), der am 23. Januar 1958 durch ein Feuer zerstört worden war und danach 1962 wieder aufgebaut wurde. 1883 wurde der General Market (C) eröffnet, der zwar ursprünglich für den Verkauf von Obst und Gemüse vorgesehen war, bis zur Eröffnung jedoch zum Fischmarkt umgewidmet wurde. Für den Fischmarkt (D) wurde 1887 ein eigenes Gebäude gebaut und der General Market wurde – bis auf einen Teil der Fläche, der dem Meat Market zugeschlagen wurde – zu einem allgemeinen Großmarkt.

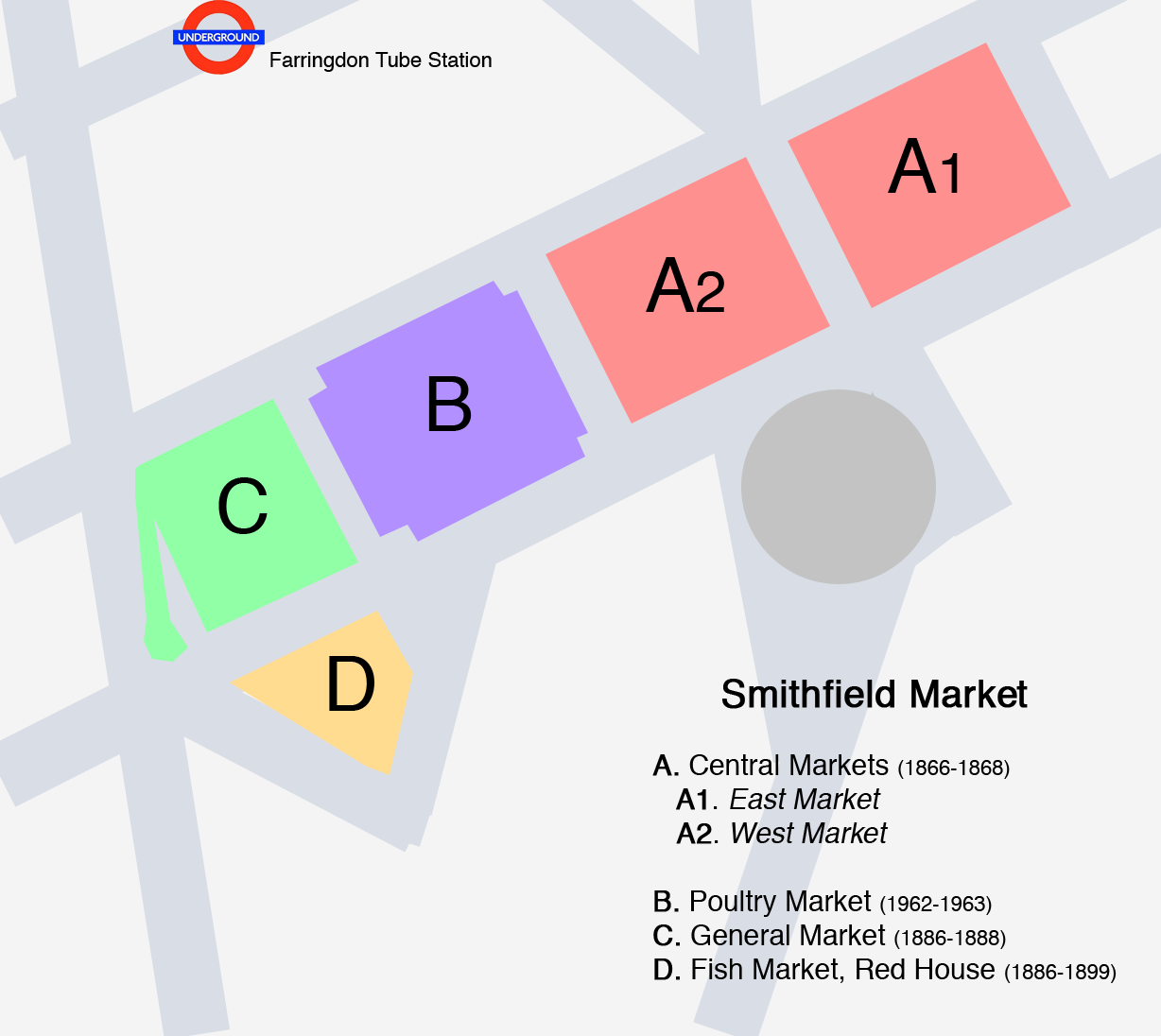
Lage der einzelnen Gebäude

Für Fundament und Tunnelsystem der Fleischmarkthallen wurden ca. 170.000 Tonnen Boden ausgehoben. Am 5. Juni 1867 legte der Vorsitzende des Markets Improvement Committees den Grundstein für die beiden Markthallen East Market und West Market (sh. A1 und A2 auf der Karte unten). Das Gebäude ist 195 m lang und 74 m breit. Es befindet sich genau auf dem vorherigen Platz, auf dem die Pferche untergebracht waren. Für alle weiteren Gebäude musste das noch aus dem Mittelalter stammende Straßennetz neu geplant und ausgebaut werden. Der Meat Market wurde zum Teil über die seinerzeit neu gebaute Eisenbahnlinie gebaut, um Lieferwege so kurz wie möglich zu halten. Die Tunnel im Keller dienten gleichzeitig als Kühllager. In die Markthallen wurde die Ware mit einem Aufzug befördert, was zu der Zeit eine Besonderheit darstellte. In der Decke des Kellers legte man über die Breite 21 Hauptträger, über die kreuzweise Längsträger gelegt wurden. In dieses Trägersystem wurden Bögen gemauert. Die Decke wurde dann als Untergrund für den Boden der Markthallen mit Beton und Asphalt ausgegossen.
Insgesamt baute Horace Jones nach den damals neuesten technischen Erkenntnissen. Er hatte auch schon in seinen vorherigen Projekten Stile der Renaissance-Architektur, wie Säulen, Bögen, reichlichen Fassadenschmuck und die symmetrische Anordnung verwandt; diese Gestaltungselemente arbeitete er auch in die Pläne des Smithfield Markets ein. Die Markthallen lassen sich der italienisch-französischen Renaissance zuordnen.
Bei den Markthallen West und East Building handelt es sich zwar um zwei Hallen, die jedoch durch ein Portal, das eine Durchfahrtstraße zwischen den Hallen überspannt, optisch miteinander verbunden sind. An den vier Ecken des Hallen-Rechtecks befinden sich vier achteckige Türme.
Inzwischen haben Kühllaster die U-Bahn als Transportmittel für die riesigen Mengen an Fleisch abgelöst und das Schlachten auf dem Gelände des Marktes ist längst verboten.

## Angebot
1990 wurden die Markthallen renoviert. Seitdem befinden sich von den ursprünglich insgesamt 162 Ständen noch 23 im East und 21 im West Building. Die Stände sind zu Verkaufseinheiten geworden, die bezüglich Größe und technischer Ausstattung an die Anforderungen der Standinhaber angepasst wurden.
Im Smithfield Market lassen sich neben den gebräuchlichen Fleischsorten wie Rind-, Schweine- und Schaffleisch auch exotische Produkte wie Krokodilfleisch oder Kamelfleisch erwerben. Die Hauptkundschaft des Marktes sind Restaurants, Fleischer und Hotels; etwa 5 % des Absatzes gehen an Einzelpersonen. Insgesamt werden im Smithfield Market 110.000 Tonnen Fleisch pro Jahr verkauft. Auch ein Fischmarkt besteht auf dem Gelände des Smithfield Markets. Der Markt ist während der Woche von 3:00 Uhr morgens bis spätestens 12:00 Uhr geöffnet, wobei die meisten Stände bereits um 9:00 Uhr schließen.
2012 war der Markt einer der Drehorte für den James-Bond-Film Skyfall; das Tunnelsystem stellte ein unterirdisches Hauptquartier dar.